# Praia do Cacupé
Praia do Cacupé est une plage de la municipalité de Florianópolis, au Brésil. Elle se situe au nord-ouest de l'île de Santa Catarina, sur les rivages de la baie Nord, dans la localité du même nom, Cacupé.
Son nom est d'origine tupi et signifie « vert au-delà de la colline ».
La plage est recoupée par les pointes de Cacupé Grande et Cacupé Pequeno, qui donnent leurs noms aux étendues sableuses qui les entourent.